# Cheiracanthium

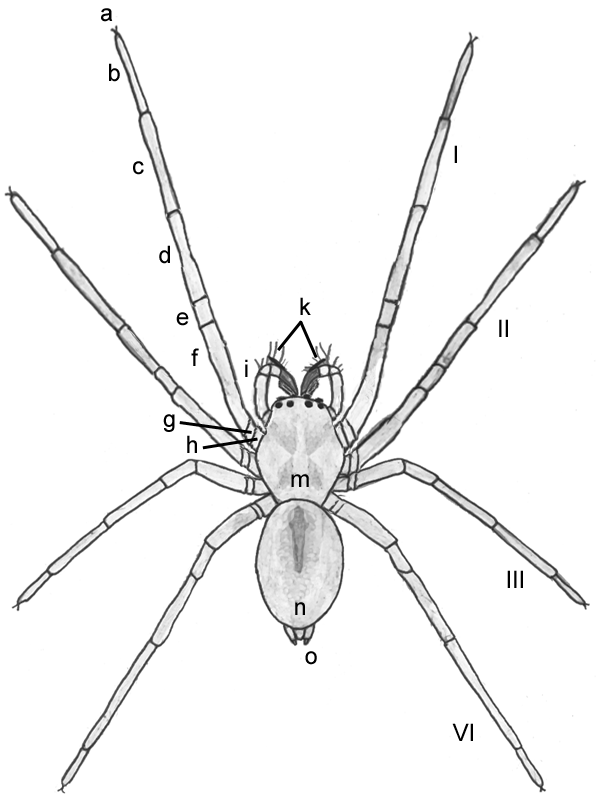
Esquema d'un mascle de Cheiracanthium:
a) arpes
b) tars
c) metatars
d) tíbia
e) patel·la
f) fèmur
g) trocànter
h) coxa
i) pedipalp
k) sedes
m) prosoma (cefalotòrax)
n) opistosoma (abdomen)
o) fileres

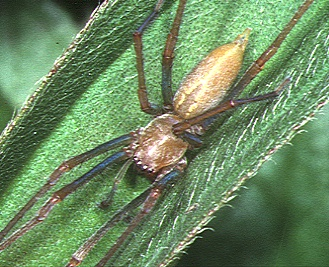
Mascle de Cheiracanthium eutittha

Cheiracanthium és un gènere d'aranyes araneomorfes de la família dels euticúrids (Eutichuridae). Fou descrit per primera vegada l'any 1839 per C. L. Koch. Algunes espècies, en anglès, se les coneix com a "yellow sac spider" ("aranya de sac groga").
El gènere Cheiracanthium havia estat inclòs dins la família dels clubiònids. Posteriorment entre els mitúrgids però es va replantejar la seva pertinença i recentment s'incorporà als euticúrids. Segueix sent discutida la seva pertinença però amb data de desembre de 2018, se'l considera dins la família Cheiracanthiidae.
És un gènere amb molta presència a l'Àfrica i, com a mínim, se sap que tres o quatre espècies es troben als camps de cotó d'Egipte. Són depredadors beneficiosos per a l'agricultura i Cheiracanthium inclusum, està més estudiada que altres espècies en relació al seu paper en el control de plagues d'insectes al sud-est dels Estats Units; se sap que aquestes espècies no són molt perilloses per als éssers humans.

## Descripció
Cheiracanthium és d'un color normalment pàl·lid, i l'abdomen pot variar de groc a beix. Ambdós sexes varien en la mida des de 5 a 10 mm. De totes les aranyes comunes a les cases, són l'únic tipus en les que el tars no assenyala cap a enfora (com Tegenaria) o cap endins (com Araneus); per això és fàcil d'identificar.

## Distribució
Cheiracanthium es distribueix principalment pel Vell Món, amb moltes espècie que es troben des d'Europa del Nord fins al Japó i d'Àfrica del sud fins a l'Índia i Austràlia. Al Nou Món només es coneix C. inclusum i C. mildei; C. inclusum també viu a Àfrica i l'Illa de la Reunió, i C. mildei té una distribució holàrtica i a l'Argentina. També s'han trobat a la part inferior de la península de la Colúmbia Britànica (Canadà). A Àfrica hi ha diversitat d'espècies; per exemple, com a mínim, tres o quatre espècies viuen als camps de cotó d'Egipte.

## Verí
El verí de Cheiracanthium sembla que és necròtic i pot causar dolor, inflamació i lesions cutànies en éssers humans. Tanmateix, tant la seva naturalesa necròtica i la gravetat de la seva picada són motiu de discussió. Un estudi de vint picades de Cheiracanthium als Estats Units i Austràlia no van mostrar cap senyal de necrosi.
Les picades més importants poden ser degudes en espècies com C. punctorium a Europa, C. mildei a Europa i Amèrica del Nord, C. inclusum a Amèrica, C. lawrencei a Sud-àfrica i C. japonicum al Japó.

## Taxonomia
Segons el World Spider Catalog versió 19.0 amb data del 6 de juny de 2018, el gènere Cheiracanthium comprèn les següents espècies:
- Cheiracanthium abbreviatum Simon, 1878
- Cheiracanthium aculeatum Simon, 1884
- Cheiracanthium aden Lotz, 2007
- Cheiracanthium adjacens O. Pickard-Cambridge, 1885
- Cheiracanthium africanum Lessert, 1921
- Cheiracanthium aizwalense Biswas & Biswas, 2007
- Cheiracanthium aladanense Lotz, 2007
- Cheiracanthium albidulum (Blackwall, 1859)
- Cheiracanthium algarvense Wunderlich, 2012
- Cheiracanthium ambrense Lotz, 2014
- Cheiracanthium ampijoroa Lotz, 2014
- Cheiracanthium andranomay Lotz, 2014
- Cheiracanthium angolense Lotz, 2007
- Cheiracanthium angulitarse Simon, 1878
- Cheiracanthium anjozorobe Lotz, 2014
- Cheiracanthium annulipes O. Pickard-Cambridge, 1872
- Cheiracanthium antungense Chen & Huang, 2012
- Cheiracanthium apia Platnick, 1998
- Cheiracanthium approximatum O. Pickard-Cambridge, 1885
- Cheiracanthium ashleyi Lotz, 2014
- Cheiracanthium auenati Caporiacco, 1936
- Cheiracanthium auriculatum Zhang, Zhang & Yu, 2018
- Cheiracanthium bantaengi Merian, 1911
- Cheiracanthium barbarum (Lucas, 1846)
- Cheiracanthium boendense Lotz, 2015
- Cheiracanthium brevicalcaratum L. Koch, 1873
- Cheiracanthium brevidens Kroneberg, 1875
- Cheiracanthium brevispinum Song, Feng & Shang, 1982
- Cheiracanthium campestre Lohmander, 1944
- Cheiracanthium canariense Wunderlich, 1987
- Cheiracanthium catindigae Barrion & Litsinger, 1995
- Cheiracanthium caudatum (Thorell, 1887)
- Cheiracanthium conflexum Simon, 1906
- Cheiracanthium conspersum (Thorell, 1891)
- Cheiracanthium crucigerum Rainbow, 1920
- Cheiracanthium danieli Tikader, 1975
- Cheiracanthium daquilium Barrion & Litsinger, 1995
- Cheiracanthium debile Simon, 1890
- Cheiracanthium denisi Caporiacco, 1939
- Cheiracanthium dippenaarae Lotz, 2007
- Cheiracanthium echinulatum Zhang, Zhang & Yu, 2018
- Cheiracanthium effossum Herman, 1879
- Cheiracanthium elegans Thorell, 1875
- Cheiracanthium equestre O. Pickard-Cambridge, 1874
- Cheiracanthium erraticum (Walckenaer, 1802)
- Cheiracanthium escaladae Barrion, Barrion-Dupo & Heong, 2013
- Cheiracanthium eutittha Bösenberg & Strand, 1906
- Cheiracanthium excavatum Rainbow, 1920
- Cheiracanthium exilipes (Lucas, 1846)
- Cheiracanthium exquestitum Zhang & Zhu, 1993
- Cheiracanthium falcatum Chen, Huang, Chen & Wang, 2006
- Cheiracanthium falcis Lotz, 2015
- Cheiracanthium festae Pavesi, 1895
- Cheiracanthium fibrosum Zhang, Hu & Zhu, 1994
- Cheiracanthium filiapophysium Chen & Huang, 2012
- Cheiracanthium fisheri Lotz, 2014
- Cheiracanthium floresense Wunderlich, 2008
- Cheiracanthium foordi Lotz, 2015
- Cheiracanthium foulpointense Lotz, 2014
- Cheiracanthium fujianense Gong, 1983
- Cheiracanthium fulvotestaceum Simon, 1878
- Cheiracanthium furax L. Koch, 1873
- Cheiracanthium furculatum Karsch, 1879
- Cheiracanthium ghanaense Lotz, 2015
- Cheiracanthium gobi Schmidt & Barensteiner, 2000
- Cheiracanthium gracile L. Koch, 1873
- Cheiracanthium gratum Kulczyński, 1897
- Cheiracanthium griswoldi Lotz, 2014
- Cheiracanthium halophilum Schmidt & Piepho, 1994
- Cheiracanthium haroniense Lotz, 2007
- Cheiracanthium himalayense Gravely, 1931
- Cheiracanthium hypocyrtum Zhang & Zhu, 1993
- Cheiracanthium ienisteai Sterghiu, 1985
- Cheiracanthium ilicis Morano & Bonal, 2016
- Cheiracanthium impressum Thorell, 1881
- Cheiracanthium incertum O. Pickard-Cambridge, 1869
- Cheiracanthium inclusum (Hentz, 1847)
- Cheiracanthium incomptum (Thorell, 1891)
- Cheiracanthium indicum O. Pickard-Cambridge, 1874
- Cheiracanthium inflatum Wang & Zhang, 2013
- Cheiracanthium inornatum O. Pickard-Cambridge, 1874
- Cheiracanthium insigne O. Pickard-Cambridge, 1874
- Cheiracanthium insulanum (Thorell, 1878)
- Cheiracanthium insulare L. Koch, 1866
- Cheiracanthium insulare (Vinson, 1863)
- Cheiracanthium isiacum O. Pickard-Cambridge, 1874
- Cheiracanthium itakeum Barrion & Litsinger, 1995
- Cheiracanthium jabalpurense Majumder & Tikader, 1991
- Cheiracanthium japonicum Bösenberg & Strand, 1906
- Cheiracanthium jocquei Lotz, 2014
- Cheiracanthium joculare Simon, 1910
- Cheiracanthium jorgeense Wunderlich, 2008
- Cheiracanthium jovium Denis, 1947
- Cheiracanthium kabalense Lotz, 2015
- Cheiracanthium kakamega Lotz, 2015
- Cheiracanthium kakumense Lotz, 2015
- Cheiracanthium kashmirense Majumder & Tikader, 1991
- Cheiracanthium kazachstanicum Ponomarev, 2007
- Cheiracanthium kenyaense Lotz, 2007
- Cheiracanthium kibonotense Lessert, 1921
- Cheiracanthium klabati Merian, 1911
- Cheiracanthium knipperi Lotz, 2011
- Cheiracanthium kupense Lotz, 2007
- Cheiracanthium lanceolatum Chrysanthus, 1967
- Cheiracanthium lascivum Karsch, 1879
- Cheiracanthium leucophaeum Simon, 1897
- Cheiracanthium ligawsolanum Barrion & Litsinger, 1995
- Cheiracanthium liplikeum Barrion & Litsinger, 1995
- Cheiracanthium liuyangense Xie, Yin, Yan & Kim, 1996
- Cheiracanthium lompobattangi Merian, 1911
- Cheiracanthium longimanum L. Koch, 1873
- Cheiracanthium longipes (Thorell, 1890)
- Cheiracanthium longtailen Xu, 1993
- Cheiracanthium ludovici Lessert, 1921
- Cheiracanthium lukiense Lotz, 2015
- Cheiracanthium macedonicum Drensky, 1921
- Cheiracanthium madagascarense Lotz, 2014
- Cheiracanthium mahajanga Lotz, 2014
- Cheiracanthium malkini Lotz, 2007
- Cheiracanthium mangiferae Workman, 1896
- Cheiracanthium maraisi Lotz, 2007
- Cheiracanthium margaritae Sterghiu, 1985
- Cheiracanthium marplesi Chrysanthus, 1967
- Cheiracanthium mayombense Lotz, 2015
- Cheiracanthium melanostomum (Thorell, 1895)
- Cheiracanthium mertoni Strand, 1911
- Cheiracanthium mildei L. Koch, 1864
- Cheiracanthium minahassae Merian, 1911
- Cheiracanthium minshullae Lotz, 2007
- Cheiracanthium molle L. Koch, 1875
- Cheiracanthium mondrainense Main, 1954
- Cheiracanthium mongolicum Schenkel, 1963
- Cheiracanthium montanum L. Koch, 1877
- Cheiracanthium mordax L. Koch, 1866
- Cheiracanthium murinum (Thorell, 1895)
- Cheiracanthium mysorense Majumder & Tikader, 1991
- Cheiracanthium nalsaroverense Patel & Patel, 1973
- Cheiracanthium nervosum Simon, 1909
- Cheiracanthium nickeli Lotz, 2011
- Cheiracanthium ningmingense Zhang & Yin, 1999
- Cheiracanthium occidentale L. Koch, 1882
- Cheiracanthium olliforme Zhang & Zhu, 1993
- Cheiracanthium oncognathum Thorell, 1871
- Cheiracanthium pallidum Rainbow, 1920
- Cheiracanthium pauriense Majumder & Tikader, 1991
- Cheiracanthium pelasgicum (C. L. Koch, 1837)
- Cheiracanthium pennatum Simon, 1878
- Cheiracanthium pennuliferum Simon, 1909
- Cheiracanthium pennyi O. Pickard-Cambridge, 1873
- Cheiracanthium peregrinum Thorell, 1899
- Cheiracanthium pichoni Schenkel, 1963
- Cheiracanthium poonaense Majumder & Tikader, 1991
- Cheiracanthium potanini Schenkel, 1963
- Cheiracanthium punctipedellum Caporiacco, 1949
- Cheiracanthium punctorium (Villers, 1789)
- Cheiracanthium punjabense Sadana & Bajaj, 1980
- Cheiracanthium ransoni Lotz, 2014
- Cheiracanthium rehobothense Strand, 1915
- Cheiracanthium rothi Lotz, 2014
- Cheiracanthium rupicola (Thorell, 1897)
- Cheiracanthium russellsmithi Lotz, 2007
- Cheiracanthium rwandense Lotz, 2011
- Cheiracanthium saccharanalis Mukhtar, 2015
- Cheiracanthium sakoemicum Roewer, 1938
- Cheiracanthium salsicola Simon, 1932
- Cheiracanthium sambii Patel & Reddy, 1991
- Cheiracanthium sansibaricum Strand, 1907
- Cheiracanthium saraswatii Tikader, 1962
- Cheiracanthium schenkeli Caporiacco, 1949
- Cheiracanthium seidlitzi L. Koch, 1864
- Cheiracanthium seshii Patel & Reddy, 1991
- Cheiracanthium shilabira Lotz, 2015
- Cheiracanthium shiluvanense Lotz, 2007
- Cheiracanthium sikkimense Majumder & Tikader, 1991
- Cheiracanthium silaceum Rainbow, 1897
- Cheiracanthium simaoense Zhang & Yin, 1999
- Cheiracanthium simplex Thorell, 1899
- Cheiracanthium siwi El-Hennawy, 2001
- Cheiracanthium solidum Zhang, Zhu & Hu, 1993
- Cheiracanthium soputani Merian, 1911
- Cheiracanthium spectabile (Thorell, 1887)
- Cheiracanthium sphaericum Zhang, Zhu & Hu, 1993
- Cheiracanthium stratioticum L. Koch, 1873
- Cheiracanthium streblowi L. Koch, 1879
- Cheiracanthium striolatum Simon, 1878
- Cheiracanthium taegense Paik, 1990
- Cheiracanthium tagorei Biswas & Raychaudhuri, 2003
- Cheiracanthium taiwanicum Chen, Huang, Chen & Wang, 2006
- Cheiracanthium tanmoyi Biswas & Roy, 2005
- Cheiracanthium tanzanense Lotz, 2015
- Cheiracanthium taprobanense Strand, 1907
- Cheiracanthium tenue L. Koch, 1873
- Cheiracanthium tetragnathoide Caporiacco, 1949
- Cheiracanthium torricellianum Strand, 1911
- Cheiracanthium torsivum Chen & Huang, 2012
- Cheiracanthium triviale (Thorell, 1895)
- Cheiracanthium trivittatum Simon, 1906
- Cheiracanthium truncatum (Thorell, 1895)
- Cheiracanthium turanicum Kroneberg, 1875
- Cheiracanthium turiae Strand, 1917
- Cheiracanthium uncinatum Paik, 1985
- Cheiracanthium unicum Bösenberg & Strand, 1906
- Cheiracanthium vankhedei Marusik & Fomichev, 2016
- Cheiracanthium vansoni Lawrence, 1936
- Cheiracanthium verdense Lotz, 2011
- Cheiracanthium virescens (Sundevall, 1833)
- Cheiracanthium vorax O. Pickard-Cambridge, 1874
- Cheiracanthium warsai Mukhtar, 2015
- Cheiracanthium wiehlei Chrysanthus, 1967
- Cheiracanthium wilma (Benoit, 1977)
- Cheiracanthium zebrinum Savelyeva, 1972
- Cheiracanthium zhejiangense Hu & Song, 1982